# Бутстрэппинг
Бутстрэппинг (буквально — подтягивание за ремешки обуви) — способ финансирования небольших фирм посредством приобретения и использования ресурсов без увеличения акционерного капитала из традиционных источников или заимствования средств в банках. Организация, использующая бутстрэппинг, характеризуется большой зависимостью от внутренних источников финансирования, кредитных карт, закладных, ссуд, и в целом недостаточностью источников финансирования.
При бутстрэппинге не требуется начального капитала или необходимости составлять бизнес-план для получения ссуды извне. Способ характеризуется меньшим риском, чем при инвестиционном финансировании, так как в организацию не вкладывается больших денег, то ниже риски их потерять. При этом учредитель остаётся собственником всей организации, непрерывный поиск неинвестиционных источников финансирования стимулирует нетрадиционное мышление, новации, а независимость от мнения кредиторов и инвесторов обеспечивает гибкость и ориентацию на удовлетворение потребностей клиентов. Способ редко позволяет быстро развернуть крупномасштабный бизнес и длительное время его поддерживать.